# St.-Barnabas-Kathedrale (Honiara)

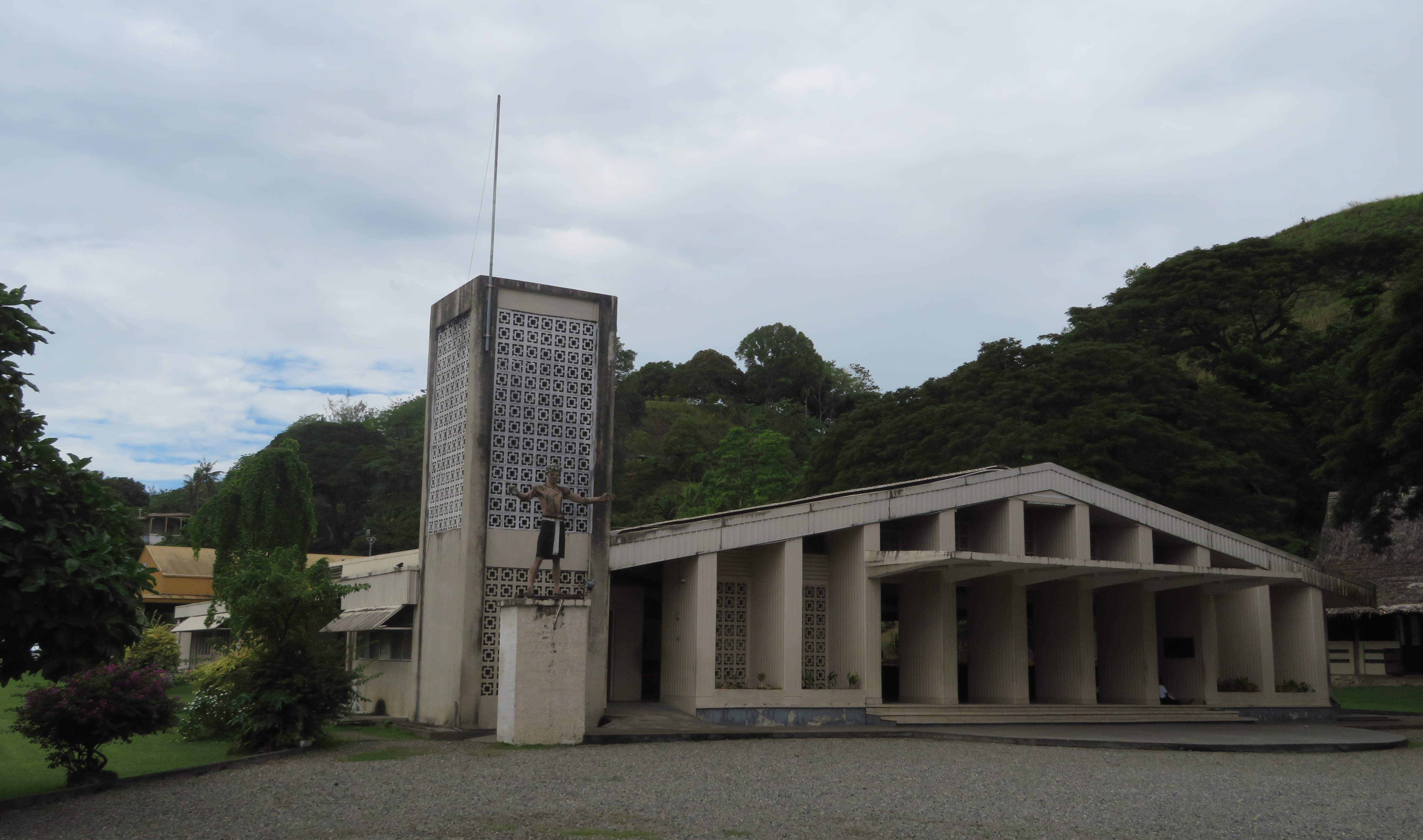
St.-Barnabas-Kathedrale

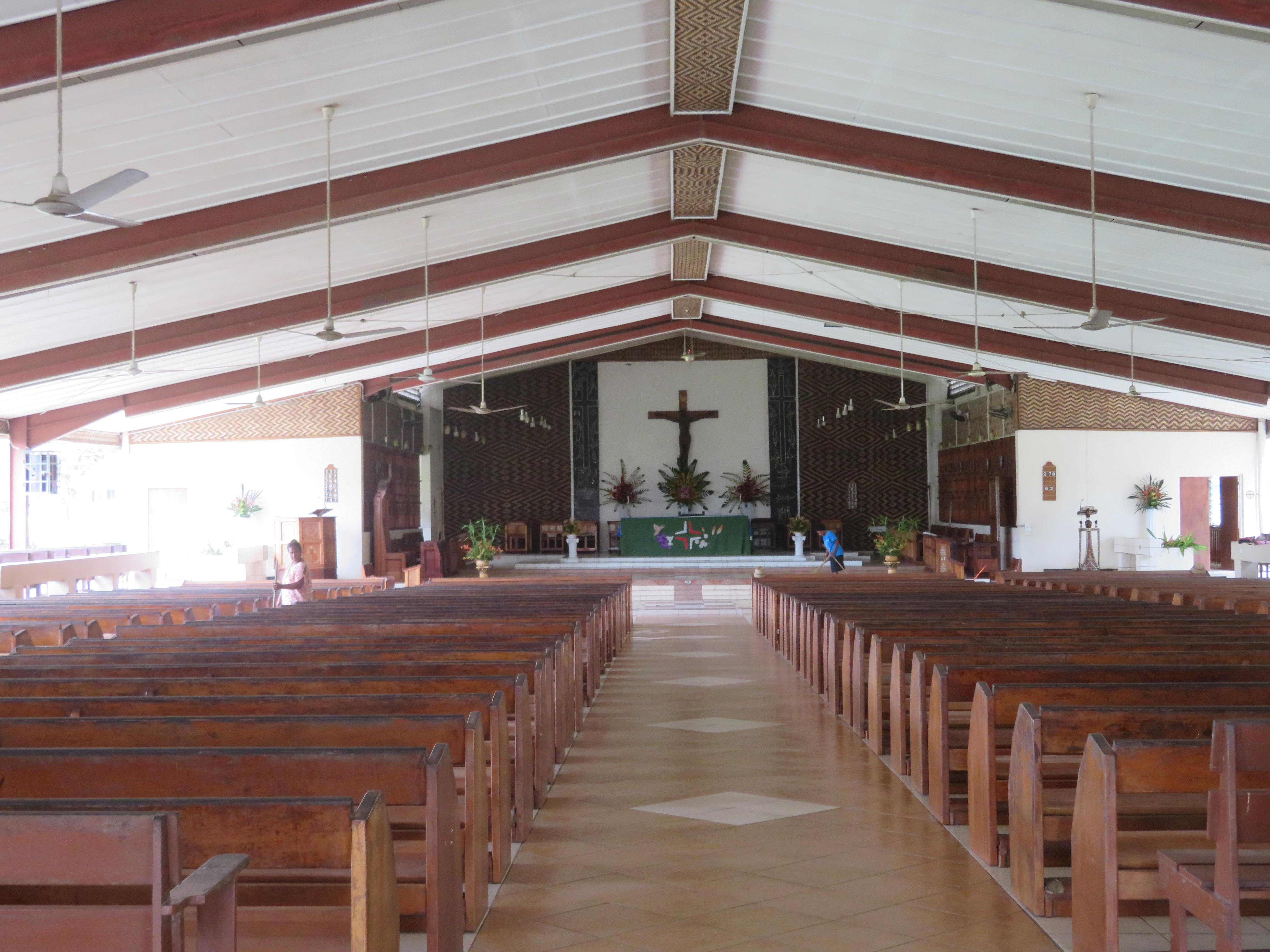
St.-Barnabas-Kathedrale

Die St.-Barnabas-Kathedrale ist eine anglikanische Kathedrale der Church of the Province of Melanesia in Honiara, der Hauptstadt der Salomonen.
Sie befindet sich unweit östlich des Zentrums von Honiara am Kukum Highway, der wichtigsten Ausfallstraße nach Osten, und bedeckt eine Fläche von 160 × 73 m. Die Kathedrale wurde am 16. Juni 1969 eingeweiht und hat 900 Sitzplätze. Vorher diente die kleinere All Saints’ Church im Zentrum Honiaras als Kathedrale.
Vor der St.-Barnabas-Kathedrale erhebt sich eine Statue des heiligen Barnabas mit der in Melanesien für Männer typischen Haartracht und Kleidung. Auch ein 1999 errichtetes Denkmal zur Erinnerung an die Missionierung der Salomonen ist vor der Kathedrale zu sehen. Neben ihr wurde das Melanesia Haus errichtet, eine Mehrzweckhalle, die kulturellen Veranstaltungen dient. Das deutsche Wort „Haus“ dient in Papua-Neuguinea und auf den Salomonen zur Bezeichnung eines wichtigen Gebäudes, wobei nicht die englische Schreibweise „house“ verwendet wird. Die Verwendung der deutschen Schreibweise erklärt sich durch die Tatsache, dass ein Teil von Papua-Neuguinea bis 1918 deutsche Kolonie war, und dass einige deutsche Begriffe damals als Lehnwörter in die Sprachen Melanesiens Eingang fanden.